# トラウツボ
トラウツボ (学名: Enchelycore pardalis) は、ウナギ目ウツボ科に属する魚類である。

## 分布
小笠原諸島、館山湾〜屋久島の太平洋沿岸、橘湾、奄美大島、希に伊江島、朝鮮半島南部、台湾南部・東北部、澎湖諸島、オーストラリア沿岸を除くインド-太平洋域の岩礁に生息。

## 形態

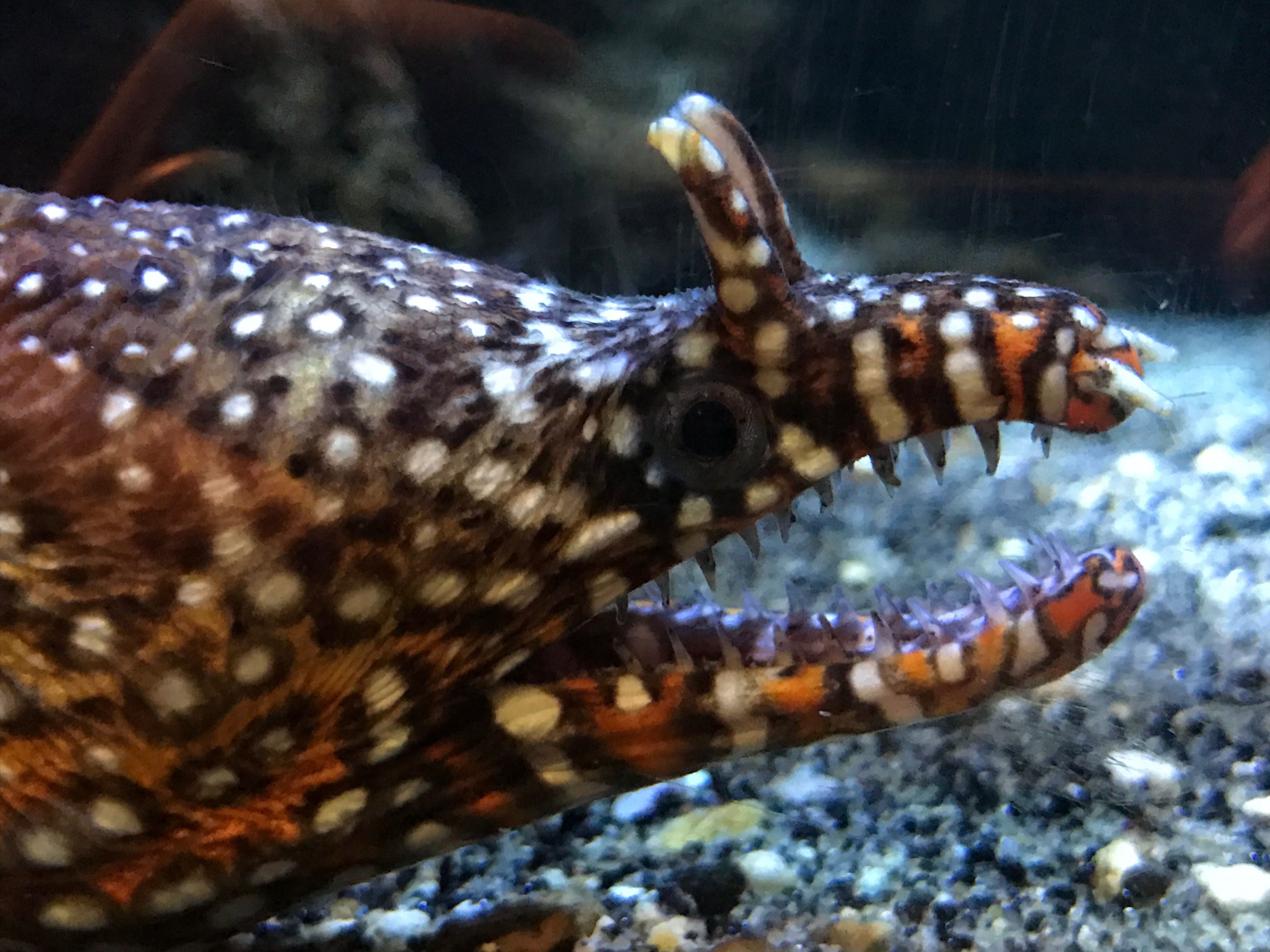
顔の部分の拡大

全長80-90cm。 体色は赤褐色や暗褐色、黒色などで、淡色か黄色や白色の不規則な斑が散らばっていて、各鰭にも斑がある。顎が細長く、湾曲しているため口を閉じることができない。前鼻孔と後鼻孔が管状になっている。

## 生態
小魚、甲殻類などを食す。危害をこちらから与えなければ大人しい。夜行性。

## 人との関わり
- 鹿児島県、志摩地方では食用としている[1]。
- その派手な体色から観賞魚として利用されることが多く、水族館や一般家庭でよく飼育されている[2]。